# Beneath the Skin - Live in Paris
 (février 2014).
Si vous disposez d'ouvrages ou d'articles de référence ou si vous connaissez des sites web de qualité traitant du thème abordé ici, merci de compléter l'article en donnant les références utiles à sa vérifiabilité et en les liant à la section « Notes et références ».
Pour l’article homonyme, voir Beneath the Skin.
Beneath The Skin - Live In Paris est un DVD musical des Cranberries enregistré lors d'un concert à Paris, au palais omnisports de Bercy en 1999. Il contient un documentaire et 22 titres issus de leurs quatre premiers albums. Il est actuellement épuisé en France (Août 2005).[réf. nécessaire]

## Liste des titres
| No  | Titre                                      | Durée |
| --- | ------------------------------------------ | ----- |
| 1.  | Promises                                   |       |
| 2.  | Animal Instinct                            |       |
| 3.  | Loud And Clear                             |       |
| 4.  | Ode to My Family                           |       |
| 5.  | The Icicle Melts                           |       |
| 6.  | Linger                                     |       |
| 7.  | Wanted                                     |       |
| 8.  | Salvation                                  |       |
| 9.  | Desperate Andy                             |       |
| 10. | Go Your Own Way (reprise de Fleetwood Mac) |       |
| 11. | Pretty                                     |       |
| 12. | When You're Gone                           |       |
| 13. | I Can't Be with You                        |       |
| 14. | Waltzing Back                              |       |
| 15. | Free To Decide                             |       |
| 16. | Zombie                                     |       |
| 17. | Ridiculous Thoughts                        |       |
| 18. | Dying In The Sun                           |       |
| 19. | You and Me                                 |       |
| 20. | Delilah                                    |       |
| 22. | Dreams                                     |       |